# Саво Јовановић Сирогојно
Саво Јовановић Сирогојно (Трнава, код Чајетине, 21. април 1926 — Таор, код Ваљева, 2. мај 1944) био је учесник Народноослободилачке борбе и народни херој Југославије.

## Биографија
Рођен је 21. априла 1926. године у селу Трнави, на Златибору, у породици сиромашног земљорадника. Основну школу завршио је у селу Сирогојну. Као дете је чувао стоку имућнијих сељака, а 1940. је дошао у Ужице да тражи посао и ту се запослио код једног пекара. Толико је био неуочљив да му нико није знао ни име, па су га једноставно прозвали Сирогојно. Није могао издржати газду који га је искоришћавао, па је напустио тај посао живећи од данас до сутра. Радио је разне послове у граду, од чистача обуће до носача. Спавао је по разним шупама, у празним вагонима на станици, у шталама. На ужичким улицама доживио је Априлски рат, а затим да Ужички партизански одред ослободи град, 24. септембра 1941. године.
Саво је са 15 година ступио добровољно у партизане. Преживео је сва борбена искушења у току оштре зиме 1941/42. и ушао у састав Друге пролетерске бригаде. До краја 1942. Сава је постао чувени бомбаш. Због низа бомбашких подвига Сава је добио писмену похвалу од Штаба Друге пролетерске дивизије. Због својих ратних подвига примљен је у чланство Комунистичке партије Југославије 1943. године, иако по статуту Партије није имао довољан број година.
Саво Јовановић Сирогојно је погинуо почетком маја 1944. године, за време продора Друге пролетерске дивизије у Србију, када је његов батаљон добио задатак да уништи упориште Руског заштитног корпуса у селу Мравињцима код планине Повлен.
Указом председника ФНРЈ Јосипа Броза Тита 24. јула 1953. проглашен је за народног хероја.
Основна школа у Сирогојну носи његово име, као и основна школа у Земуну.

## Галерија
- Спомен-биста у Сирогојну
- Спомен-биста у Меморијалном-комплексу Бошко Буха у Јабуци
- Спомен-плоча на гробу на Златибору
- Орден народног хероја